# Liwadia (dystrykt Famagusta)
Liwadia (gr. Λιβάδια, tur. Sazlıköy) – wieś na Cyprze, w dystrykcie Famagusta. Położona jest na terenie republiki Cypru Północnego.